# Antena 3 CNN
Antena 3 CNN je soukromý zpravodajský televizní kanál v Rumunsku. Vlastníkem je Antena 3 S.A., která je součástí skupiny Intact. Ukazuje aktuální informace týkající se sociální a politické oblasti, ale také podnikatelského prostředí. Generálním ředitelem Anteny 3 CNN je Mihai Gâdea. Antena 3 CNN je jedinou rumunskou televizní stanicí přidruženou k CNN International, která umožňuje každé ze dvou televizí převzít vysílání druhé za nízké náklady.